# Список больниц Израиля
Больницы — ключевой элемент системы здравоохранения, на их долю приходится значительная часть бюджета здравоохранения.
Список больниц Израиля, приведённый  ниже, позволяет проанализировать коечный фонд государства, его округов, городов и крупных больниц как в современном, так и в историческом аспекте. Информация о больницах общего профиля, психиатрических больницах и педиатрических центрах представлена в отдельных разделах. В список не включены реабилитационные госпитали, медучреждения для хронических больных и центры гериатрии. 
Для каждой больницы списка указаны округ, год основания, количество больничных коек, владелец больницы и другая информация, позволяющая провести сравнительный анализ разных больниц. Сортировка больниц предоставляет возможность сгруппировать больницы по тому или иному признаку, а также установить число больниц, обладающих этим признаком, и их суммарный коечный фонд. Например, можно установить сколько крупных больниц было в государстве в определённом году или каков коечный фонд крупных больниц того или иного округа. При наличии данных о населении округа можно определить, является ли его число больничных коек на душу населения большим или меньшим, чем в среднем по стране.  

## Классификация больниц
Система здравоохранения Израиля состоит из государственного сектора, больничных касс и частного сектора.

### Форма собственности
Государственный сектор представлен министерством здравоохранения, которое является как национальным регулятором здравоохранения, так и поставщиком медицинских услуг посредством своих больниц. 
Больничные кассы обеспечивают медицинское страхование и предоставляют медицинские услуги. Некоторые из этих услуг обеспечиваются больницами, принадлежащими главным образом больничной кассе «Клалит». 
Частный сектор предоставляет платные медицинские услуги министерству здравоохранения, больничным кассам и частным лицам. К этим услугам относится госпитализация в больницах, которые не являются собственностью минздрава или больничных касс. К этим больницам относятся многие общественные больницы, такие как Хадасса, Шаарей Цедек, Ланиадо, Бикур Холим и другие.
В этот сектор также включены частные больницы, например, Герцлия Медикал Центр, Ассута и больницы в ведении религиозных организаций и этнических общин, такие как медкомплекс Макассед, больница Августа Виктория и медицинский центр медицинский центр Мааней ха-Йешуа. В частных больницах Израиля пациент может сам выбрать лечащего врача. Здесь работают специалисты, которые входят в ТОПы лучших докторов по рейтингу Forbes. При ведении тяжелых пациентов частные клиники сотрудничают с государственными.

### Типы по специализации
- Больницы общего профиля (некоторые из них имеют психиатрические и педиатрические отделения)
- Психиатрические больницы
- Учреждения для хронических больных
- Реабилитационные госпитали

Согласно публикации министерства здравоохранения к концу 2011 года в Израиле действовало 373 больниц и лечебниц. Из них 46 больниц общего профиля, 13 психиатрических больниц, 312 медучреждений для хронических больных и 2 реабилитационных госпиталя. Следует отметить, что среди 46 больниц общего профиля Хадасса учтена дважды (Хадасса Эйн Карем и Хадасса Хар ха-Цофим), Медицинский центр имени Ицхака Рабина учтён дважды (Бейлинсон и Голда Ха-Шарон), а Ассута 4 раза (больницы в Тель-Авиве, Ришон-ле-Ционе, Хайфе и Беэр-Шеве).

### Коечный фонд
Для сравнительного анализа возможностей здравоохранения в разных странах и разных регионах широко используется показатель количества больничных коек на 1000 человек населения. Например, сравнивая этот показатель для разных округов Израиля в 2008 году, нетрудно заметить, что в Тель-Авивском и Хайфском округах было более 2.5 коек на 1000 человек, а  Северном и Южном округах всего 1.5 коек. Такое положение противоречит видению министерства здравоохранения Израиля, согласно которому система здравоохранения стремится к «максимальному качеству и равенству». В 2002 году был принят закон о строительстве больницы в Ашдоде, что увеличит коечный фонд Южного округа.
Показатель количества больничных коек (коечный фонд) больницы использован в данной статье для включения или невключения больницы в список. К достоинствам этого показателя следует отнести его простоту, распространённость в источниках, универсальное применение и использование для сравнительного анализа. Достаточно высокий коечный фонд государства имеет особую ценность во время эпидемий, терактов, военных действий. К недостаткам этого показателя можно отнести то, что он не учитывает некоторые составные части качественной медицины. «Чтобы больничная койка вносила заметный вклад в способность медицинского учреждения лечить кого-либо, ей должны сопутствовать необходимая инфраструктура, включая квалифицированный медицинский и управленческий персонал, оборудование и медикаменты».
Из 373 больниц, функционирующих в Израиле в 2011 году, только в 35 было не менее 300 коек, из них 20 больниц общего профиля, 5 психиатрических больниц и 10 учреждений для хронических больных. Согласно закону об основании больницы в Ашдоде в ней планируется оборудовать не менее 300 коек. Учитывая эти данные, в список больниц общего профиля включены все больницы, коечный фонд которых имеет 300 и более коек. Такие больницы названы крупными в данной статье.

### Международная аккредитация
Качество работы больницы может быть, среди прочего, оценено наличием международной аккредитации. Существуют несколько систем аккредитации, одна из которых — JCI — распространена в сфере медицинского туризма.
К 2011 году аккредитацию JCI получила больница Ассута и шесть больниц больничной кассе «Клалит». Еще пять больниц, находящихся в ведении министерства здравоохранения, находились в той или иной стадии процедуры аккредитации. Позднее аккредитацию JCI получил Центр гериатрии «Бейт-Ривка», а в феврале 2013 года этой аккредитации и другим стандартам был удостоен Медицинский детский центр «Шнайдер».В январе 2014 аккредитацию JCI получил Медицинский  центр имени Сураски.

## Больницы Израиля: как всё начиналось
- Больница Мисгав-Ладах в Старом городе Иерусалима (открыта в 1854 г., взорвана Арабским легионом в 1948 г.)
- Здание больницы Майера Ротшильда в Новом городе Иерусалима (построено в 1888 г.)
- Больница, открытая в Хевроне в 1895 г., разграбленная во время еврейского погрома в 1929 г.
- Строительство больницы Шаарей Цедек на улице Яффо в Иерусалиме в 1901 г.
- Мемориал жертвам конвоя в больницу Хадасса в 1948 г.; большинство погибших — врачи и медсёстры.

## Больницы Израиля в 2010-е годы
- Медицинский центр им. Хаима Шиба в Рамат-Гане
- Медицинский центр им. Моше Сороки в Беэр-Шеве
- Медицинский центр «Рамбам» в Хайфе
- Медицинский центр Хадасса в Иерусалиме
- Медицинский центр им. Ицхака Рабина в Петах-Тикве

## Больницы общего профиля
В таблице представлены крупные больницы, имеющие 300 или более коек. В 2011 году довольно большими также были больницы Ассута (250 коек в 4 городах), Макассед (250 коек) и Мааней ха-Йешуа (228 коек).
| №  | Название                              | Округ         | Местонахождение | Год основ. | Число коек | Аккр. | Владелец                                          |
| -- | ------------------------------------- | ------------- | --------------- | ---------- | ---------- | ----- | ------------------------------------------------- |
| 1  | Медицинский центр имени Хаима Шиба    | Тель-Авивский | Рамат-Ган       | 1948       | 1455       |       | Министерство здравоохранения                      |
| 2  | Медицинский центр имени Ицхака Рабина | Центральный   | Петах-Тиква     | 1924       | 1269       | JCI   | Больничная касса «Клалит»                         |
| 3  | Медицинский центр имени Сураски       | Тель-Авивский | Тель-Авив       | 1961       | 1072       | JCI   | Министерство здравоохранения                      |
| 4  | Сорока (больница)                     | Южный         | Беэр-Шева       | 1959       | 1007       | JCI   | Больничная касса «Клалит»                         |
| 5  | Медицинский центр Рамбам              | Хайфский      | Хайфа           | 1938       | 940        |       | Министерство здравоохранения                      |
| 6  | Больница Хадасса                      | Иерусалимский | Иерусалим       | 1913       | 969        |       | Хадасса — женская сионистская организация Америки |
| 7  | Медицинский центр Асаф ха-Рофэ        | Центральный   | Ришон-ле-Цион   | 1948       | 832        |       | Министерство здравоохранения                      |
| 8  | Медицинский центр Меир                | Центральный   | Кфар-Сава       | 1956       | 726        | JCI   | Больничная касса «Клалит»                         |
| 9  | Медицинский центр имени Эдит Вольфсон | Тель-Авивский | Холон           | 1980       | 668        |       | Министерство здравоохранения                      |
| 10 | Медицинский центр Галилеи             | Северный      | Нагария         | 1956       | 651        |       | Министерство здравоохранения                      |
| 11 | Mедицинский центр Каплан              | Центральный   | Реховот         | 1953       | 535        | JCI   | Больничная касса «Клалит»                         |
| 12 | Ха-Эмек (Афула)                       | Северный      | Афула           | 1921       | 502        | JCI   | Больничная касса «Клалит»                         |
| 13 | Барзилай (Ашкелон)                    | Южный         | Ашкелон         | 1961       | 530        |       | Министерство здравоохранения                      |
| 14 | Шаарей Цедек (медицинский центр)      | Иерусалимский | Иерусалим       | 1902       | 449        |       | Некоммерческая организация «Шаарей Цедек»         |
| 15 | Хиллель-Яффе (Хадера)                 | Хайфский      | Хадера          | 1957       | 501        |       | Министерство здравоохранения                      |
| 16 | Кармель (больница)                    | Хайфский      | Хайфа           | 1945       | 449        | JCI   | Больничная касса «Клалит»                         |
| 17 | Ланиадо (больница)                    | Центральный   | Нетания         | 1975       | 321        |       | Некоммерческая организация «Ланиадо»              |
| 18 | Бней-Цион (Хайфа)                     | Хайфский      | Хайфа           | 1922       | 417        |       | Министерство здравоохранения                      |
| 19 | Медицинский центр Зив                 | Северный      | Цфат            | 1912       | 316        |       | Министерство здравоохранения                      |
| 20 | Пория                                 | Северный      | Тверия          | 1955       | 313        |       | Министерство здравоохранения                      |
| 21 | Ассута (Ашдод)                        | Южный         | Ашдод           | 2017       | 300        |       | Группа «Маккаби — медицинские услуги»             |
| 22 | Герцлия Медикал Центр                 | Тель-Авивский | Герцлия         | 1981       | 80         |       | Больничная касса «Клалит» (40%)                   |

Аббревиатуры
- Аккр. — Аккредитация

## Распределение больничных коек общего профиля по округам в 2011 году
| Округ               | Население на конец года в тыс. | Количество коек | Коек на 1000 человек населения |
| ------------------- | ------------------------------ | --------------- | ------------------------------ |
| Северный округ      | 1,304.6                        | 1,923           | 1.474                          |
| Хайфский округ      | 926.7                          | 2,342           | 2.527                          |
| Центральный округ   | 1,894.4                        | 3,644           | 1.924                          |
| Тель-Авивский округ | 1,295.0                        | 3,224           | 2.490                          |
| Иерусалимский округ | 968.8                          | 2,081           | 2.148                          |
| Южный округ         | 1,121.7                        | 1,557           | 1.388                          |
| Всего по Израилю    | 7,836.6                        | 14,771          | 1.885                          |

Примечание. Израильское население в округе Иудея и Самария (325.5 тыс. человек) учтено в информации по всему Израилю

## Психиатрические больницы
| №  | Название                                           | Округ         | Местонахождение | Год основ. | Число коек | Аккр. | Владелец                     |
| -- | -------------------------------------------------- | ------------- | --------------- | ---------- | ---------- | ----- | ---------------------------- |
| 1  | Центр психического здоровья Беэр-Яаков — Нес-Циона | Центральный   | Беэр-Яаков      |            | 442        |       | Министерство здравоохранения |
| 2  | Шаар-Менаше                                        | Хайфский      | Шаар-Менаше     | 1949       | 430        |       | Министерство здравоохранения |
| 3  | Центр психического здоровья Беэр-Шева              | Южный         | Беэр-Шева       | 1978       | 358        |       | Министерство здравоохранения |
| 4  | Иерусалимский центр психического здоровья          | Иерусалимский | Иерусалим       | 1950       | 333        |       | Министерство здравоохранения |
| 5  | Мазра                                              | Северный      | Акко            | 1954       | 309        |       | Министерство здравоохранения |
| 6  | Абрабанель                                         | Тель-Авивский | Бат-Ям          | 1944       | 296        |       | Министерство здравоохранения |
| 7  | Центр психического здоровья Лев-ха-Шарон           | Центральный   | Пардесия        | 1947       | 260        |       | Министерство здравоохранения |
| 8  | Тират-Кармель (Хайфа)                              | Хайфский      | Тират-Кармель   |            | 233        |       | Министерство здравоохранения |
| 9  | Геха (Петах-Тиква)                                 | Центральный   | Петах-Тиква     | 1942       | 166        |       | Больничная касса «Клалит»    |
| 10 | Шальвата                                           | Центральный   | Ход-ха-Шарон    | 1956       | 139        |       | Больничная касса «Клалит»    |

## Педиатрические больницы
| № | Название                                    | Округ         | Местонахождение | Год основ. | Число коек | Аккр. | Владелец                     |
| - | ------------------------------------------- | ------------- | --------------- | ---------- | ---------- | ----- | ---------------------------- |
| 1 | Медицинский детский центр «Шнайдер»         | Центральный   | Петах-Тиква     | 1991       | 258        | JCI   | Больничная касса «Клалит»    |
| 2 | Детская больница имени Эдмонда и Лили Сафра | Тель-Авивский | Рамат-Ган       | 2002       | 150        |       | Министерство здравоохранения |
| 3 | Детская больница «Майер»                    | Хайфский      | Хайфа           | 1986       | 125        |       | Министерство здравоохранения |
| 4 | Детская больница «Дана-Дуэк»                | Тель-Авивский | Тель-Авив       | 1992       | 115        |       | Министерство здравоохранения |
| 5 | Детская больница «Алин»                     | Иерусалимский | Иерусалим       | 1932       | 93         |       | Амута «Больница Алин»        |